# 海北綱親
海北綱親（1510年—1573年），是安土桃山時代與日本戰國時代時期的武將。他是淺井家的家臣。海北綱親與淺井家武將赤尾清綱及雨森清貞合稱「淺井三將」或「海赤雨三將」。通稱善右衛門，末子為畫師海北友松。

## 生平
海北綱親生於永正7年（1510年），近江國（今滋賀縣）坂田郡人眾出身，在近江蒲生郡有自己的領地。早年出仕淺井亮政，並擔任武者奉行活躍於各地戰場。之後與赤尾清綱、雨森清貞共同擔任淺井家核心家臣。他在淺井久政和淺井長政時代擔任軍師，幫助長政擊退六角家，一度復興淺井家的版圖。淺井長政背棄與織田信長的盟約，改同朝倉義景、武田信玄等大名合作反信長。爾後信玄於三方原之戰時病逝，淺井和朝倉聯軍又在姊川之戰大敗，勢力大幅衰退。長政最後於天正元年（1573年）在居城小谷城被織田軍包圍，他在城中切腹自盡。而海北綱親也以身殉死。曾敗於海北綱親的織田家將領羽柴秀吉聽聞海北綱親死訊後，便感嘆：「綱親乃我軍法之師也！」。海北綱親曾被視為秀吉與齋藤利三的軍師，其死後因其他兒子也戰死，復興海北家的責任落在幼子友松身上，所以其時在京都東福寺出家的友松要還俗延續家族的光榮。

## 死亡時間
近年來，日本學者對於海北綱親的死亡時間持不同見解。一說海北綱親的死亡時間是根據其子海北友松之子海北友雪的描述以及曾孫海北友竹附箋入贊、採用了「本朝畫史」記述的「友松夫妻像」為基礎去確定海北綱親戰死的說法。而另一說法則是根據繼承海北友松血統的史家的研究進行考證。該研究指出一張戰功狀記錄了一位攻伐淺井亮政的京極氏家臣多賀貞隆寫下了海北綱親戰死的字句（1535年）。